# Аеродром Тасар

Војна ваздухопловна база Тасар (мађ. MH Kapos Bázisrepülőtér) је војна ваздухопловна база која се налази у близини места Тасар, жупаније Шомођ, Мађарска. Налази се 10 километара источно од града Капошвара.

## Употреба
Ова база је постала главна полазна станица за мировне снаге које су долазиле и одлазиле на Балкан у децембру 1995. поставши прва војна база НАТО-а на територији бившег Варшавског пакта. Током две године операција Џоинт Ендеавор и Џоинт гард, Тасар може преузети највећу мисију ваздушног транспорта у Европи од Другог светског рата. Нормално, три или четири Ц-130 свакодневно лете до Тасара из Рамштајна АБ, Немачка. Али по потреби, активност скаче на 20 авиона, укључујући велике комерцијалне чартере, који могу опслуживати и превести око 4.000 америчких војника.
Године 1999. ваздухопловну базу користио је Корпус маринаца Сједињених Држава као базу за авионе који подржавају операцију Савезничке снаге на Косову. Током операције Џоинт Форђ (1998-2004) Национални елемент подршке (НСЕ) америчке војске (који се састоји од приближно 250 припадника војске САД) налазио се у ваздушној бази. Крајем 2000. године НСЕ-ова ознака је промењена у елемент подршке војске Сједињених Држава Тасар (УСАСЕТ).
Наводно је „запуштен” 2001, али су га Сједињене Државе тада искористиле за обуку Слободних ирачких снага пре марта 2003. Тада је генерал-мајор Дејвид Барно рекао да је програм обуке окончан, одласком друге групе Слободних ирачке снаге, 1. априла 2003. године.
Од априла 2011. године, пријављено је да је „изван употребе”.

## Објекти
Војна база се налази на надморској висини од 156 m (512 ft). Има једну писту означену 16/34 са бетонским мерењем површине2.500 m × 70 m (8.202 ft × 230 ft).